# ألفارو أباريسيو
ألفارو أباريسيو (بالإسبانية: Álvaro Aparicio)‏ هو لاعب كرة قدم إسباني، ولد في 29 سبتمبر 1977 في مدريد في إسبانيا. شارك مع منتخب إسبانيا لكرة الصالات. أما مع النوادي، فقد لعب مع ElPozo Murcia FS ‏.

## وصلات خارجية
- ألفارو أباريسيو على موقع الاتحاد الأوربي (الإنجليزية)
- ألفارو أباريسيو على موقع أوليمبيديا (الإنجليزية)